# ماغميل اللازوردية
ماغميل اللازوردية (باليابانية:  群青のマグメル، بالروماجي: Gunjō no Magumeru) هي سلسلة مانغا صينية من تأليف ورسموم داينينبيو، اقتبست إلى أنمي ياباني تلفزيوني من قبل استوديو بيرو بلاس، عرض الأنمي في 7 أبريل عام 2019 واستمر عرضة حتى 30 يونيو 2019، وتكون من 13 حلقة.

## القصة
تدور أحداث القصة عن قارة غامضة تظهر في المحيط الهادئ من العدم، اسمها ماغميل، يسكنها نباتات ومخلوقات ومعادن جديد وغامضة. يقوم العالم بأبحاث عن هذه القارة، ويكتشفون وجود بشر يملكون قدرات خارقة على هذه القارة.

## الشخصيات
إينيو (باليابانية: 因又، بالروماجي: Inyō)
أداء صوتي: كينغو كاوانيشي
زيرو (باليابانية: ゼロ، بالروماجي: Zero)
أداء صوتي: ماو إيتشيميتشي
إيميليا (باليابانية: エミリア، بالروماجي:  Emiria)
أداء صوتي: هيبيكو يامامورا
شويين (باليابانية: 拾因، بالروماجي:  Shūin)
أداء صوتي: توشيوكي موريكاوا

## وصلات خارجية
- موقع الأنمي الرسمي (باليابانية)
- ماغميل اللازوردي على موقع ANN manga (الإنجليزية)